# Korthalsia angustifolia
Korthalsia angustifolia är en enhjärtbladig växtart som beskrevs av Carl Ludwig von Blume. Korthalsia angustifolia ingår i släktet Korthalsia och familjen Arecaceae. Inga underarter finns listade i Catalogue of Life.